# 丸山みゆき
丸山 みゆき（まるやま みゆき、本名：丸山 美由紀（読み同じ）、1969年1月11日 - ）は、日本の女性歌手。所属レコード会社はスターチャイルドレコード、TDKレコード、後にトーラス（現・ユニバーサルミュージック）へ移籍。所属事務所は不明。血液型はA型。

## 人物
長野県長野市出身。
13歳の時、文化放送主催「ヤング選抜スターは君だ」でグランドチャンピオンを受賞。
17歳の時、信越放送で『西沢トオルのスペースジャック』などのラジオパーソナリティを務める。それと同時に、長野県内でのイベントやCMソングなどの活躍の場を広げる。また、叔父である宮下富実夫のもとでデモテープを制作した音源が音楽関係者の目に留まり、OVA『ドリームハンター麗夢』のサントラにボーカリストとして2曲参加。これがきっかけとなり、1989年にTDKレコードからメジャーデビューすることとなる。
1990年、TBS系テレビドラマ『スクール・ウォーズ2』の主題歌「FIRE」がオリコン14位を記録する。
1997年、長野県に戻り、充電期間を経て音楽活動を再開する。
2011年9月、MOWRIX JAPANよりシングル「しなの恋巡り」を発売。
2020年1月11日　フルアルバム『Satellite』（サテライト）を発売。

## 出演番組
- トオルとみゆきのFunny U（信越放送）[1]
- 西沢トオルのスペースジャック（信越放送）[1]

## ディスコグラフィ

### シングル
1. Tight Beatで呼び出して（1985年12月5日）
2. 涙ながすその前に（1988年4月21日）
3. Say Good-bye （1989年5月25日） - 公式におけるデビュー作。
4. TOKYO （1990年3月25日） - マイ・ペース「東京」のカヴァー。
5. 覚えてて愛を（1990年6月10日）
6. FIRE （1990年9月25日）- ジム・スタインマン「Out of the Frying Pan（And into the Fire）」のカヴァー。
7. 天使のLOVE SONG （1991年4月25日）
8. 僕はムーンライト（1991年10月25日）
9. きっとあなたなら（1992年5月25日）
10. December通信（1993年10月27日）
11. 悲しいことは起こらない（1994年2月16日）
12. 素直に愛せたら（1994年12月21日）
13. 風になりたい（1995年10月25日）

### アルバム
1. あの頃の君に…ありがとう（1989年4月21日）
2. 夢を見てますか（1990年6月25日）
3. SUGAR TIME （1990年11月28日）
4. MOON LIGHT （1991年11月28日）
5. 青すぎる空（1992年10月25日） - ミニアルバムとして発売。
6. La saison des amour （1994年3月16日）
7. Satelliteサテライト（2020年1月11日）

### ビデオ
1. FIRE SINGLE VIDEO （1990年）

## タイアップ
- Tight Beatで呼び出して（『ドリームハンター麗夢II 聖美神学園の妖夢』主題歌）
- TOKYO （TOKYO WALKER ZIPANG イメージソング）
- 天使のLOVE SONG（『ビートたけしのTVタックル』エンディングテーマ）
- 覚えてて愛を（鉄建建設 CMソング）
- FIRE （『スクールウォーズ2』主題歌）
- December通信（Hakuba47 CMソング）
- 涙流すその前に（NHK-FM　サウンド夢工房テーマソング）
- きっとあなたなら（郵政省貯金局 CMソング）
- 離れてても変わらずに（長野放送ビックHIPSエンディングテーマ）
- 素直に愛せたら（TBS 怪傑ダチョウ三銃士エンディングテーマ）（新潟ときわ会館CMソング）
- 風になりたい（ABC-TV 朝日系　朝だ！生です旅サラダ　エンディングテーマ）